# Tommy James
Tommy James, ursprungligen Thomas Gregory Jackson, född 29 april 1947 i Dayton, Ohio, är en amerikansk popsångare. Han blev först känd som ledare och sångare i popgruppen Tommy James & the Shondells som bildades 1964. Gruppen var mycket framgångsrik i USA under andra hälften av 1960-talet med låtar som "I Think We're Alone Now" (1967) och "Mony Mony" (1968) men bröt upp 1970. Tommy James blev soloartist och fick en hit 1971 med låten "Draggin' the Line". Han släppte under 1970-talets början ett flertal andra singlar, men dessa blev bara mindre framgångar. 1980 nådde han åter Billboardlistan med låten "Three Times in Love".